# Andy Shauf
Andy Shauf (Estevan, 26 de mayo de 1987) es un cantante y compositor canadiense, residente de Regina, Sasketchewan. Toca varios instrumentos musicales, incluyendo el clarinete.

## Familia y primeros años
Shauf nació en Estevan, Saskatchewan, creció en Bienfait y luego se trasladó a Regina, la capital provincial. Sus padres tenían una tienda de electrónica y música, lo que le dio acceso a una variedad de instrumentos musicales. Tocaba música cristiana con su familia.

## Carrera

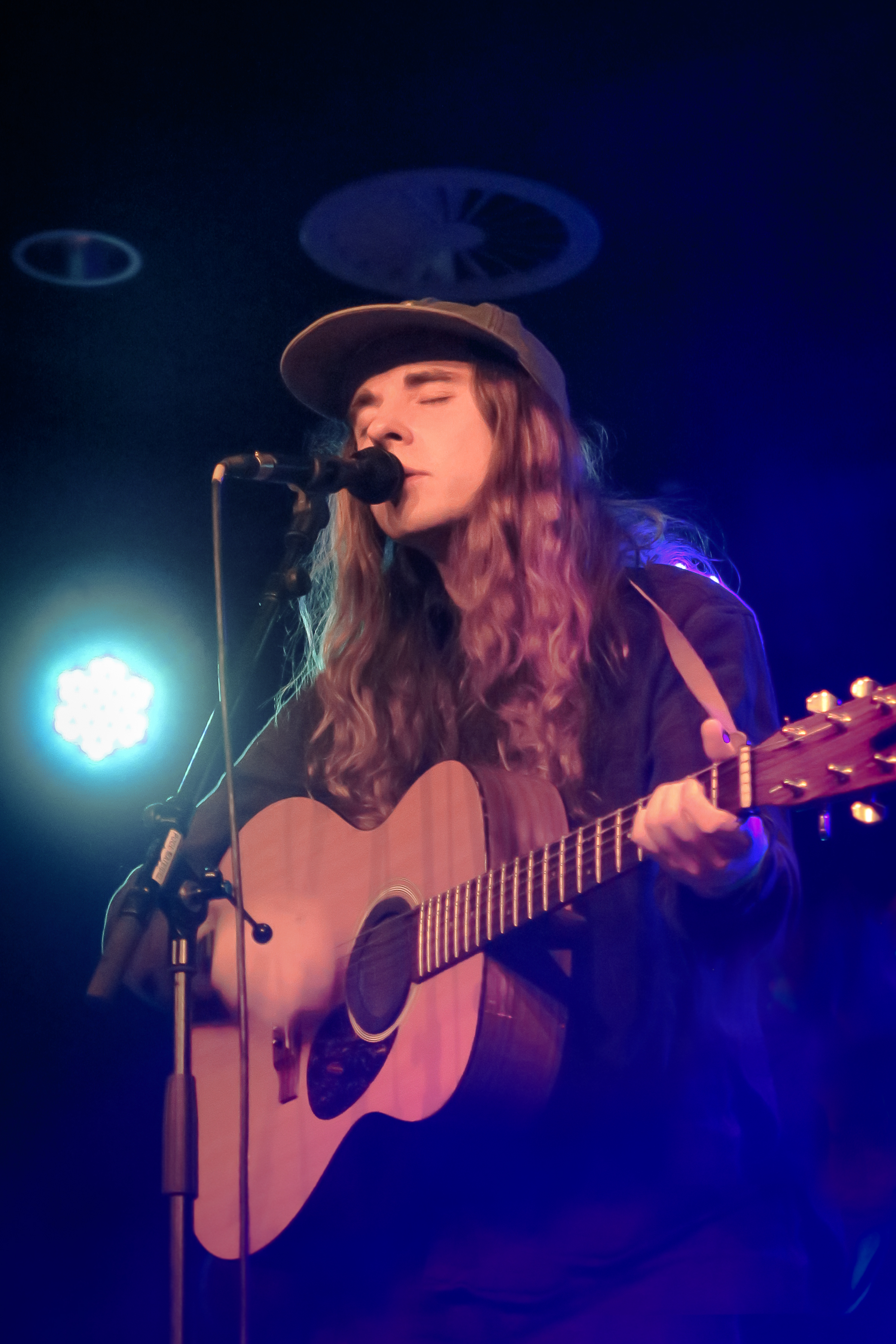
Andy Shauf (Namur, Bélgica - octubre de 2018)

Shauf fue baterista en la banda de pop punk cristiano Captain hasta el 2006.
Publicó su álbum debut, Darker Days, el año 2009, y siguió con los EP Waiting for the sun to leave (2010) y Sam Jones Feeds His Demons (2012).
Publicó el álbum The Bearer of Bad News de manera independiente el año 2012. El álbum fue lanzado el año 2015 por los sellos Tender Loving Empire y Party Damage Records.
El 2015, Shauf firma por Arts & Crafts Productions en Canadá y ANTI- internacionalmente, lanzando el sencillo Jenny come home como su primer single en ambos sellos. Jenny come home fue la entrada de Shauf a las radios canadienses, entrando en los rankings de CBC Radio 2’s Radio 2 Top 20 y CBC Radio 3.
A principios de 2016, recorrió Europa como telonero de la banda The Lumineers. Se movió de Saskatchewan a Toronto en abril y su álbum The Party fue publicado en mayo. Luego de algunas grabaciones de prueba con un grupo de músicos, Shauf terminó grabando casi todos los instrumentos del disco.
Su canción Wendell Walker del álbum The Bearer of Bad News fue seleccionada para el SOCAN Sonwriting Prize el año 2016 y The Party fue finalista del Polaris Music Prize del año 2016.
El 14 de noviembre de 2022, Shauf anunció su octavo álbum de estudio, Norm, cuyo lanzamiento estaba previsto para el 10 de febrero de 2023 a través del sello discográfico ANTI-. Wasted On You se publicó el mismo día como el sencillo principal del álbum. Un segundo sencillo, Catch Your Eye, se lanzó el 12 de diciembre de 2022. El tercer y último sencillo, Telephone, se lanzó el 18 de enero de 2023.

## Discografía

### Álbumes
- Darker Days (2009)
- The Bearer of Bad News (2012)
- The Party (2016)
- The Neon Skyline (2020)
- Wilds (2021)
- Norm (2023)

### EP
- Waiting for the Sun to Leave (2010)
- Sam Jones Feeds His Demons (2012)